# Jubiläumssäule

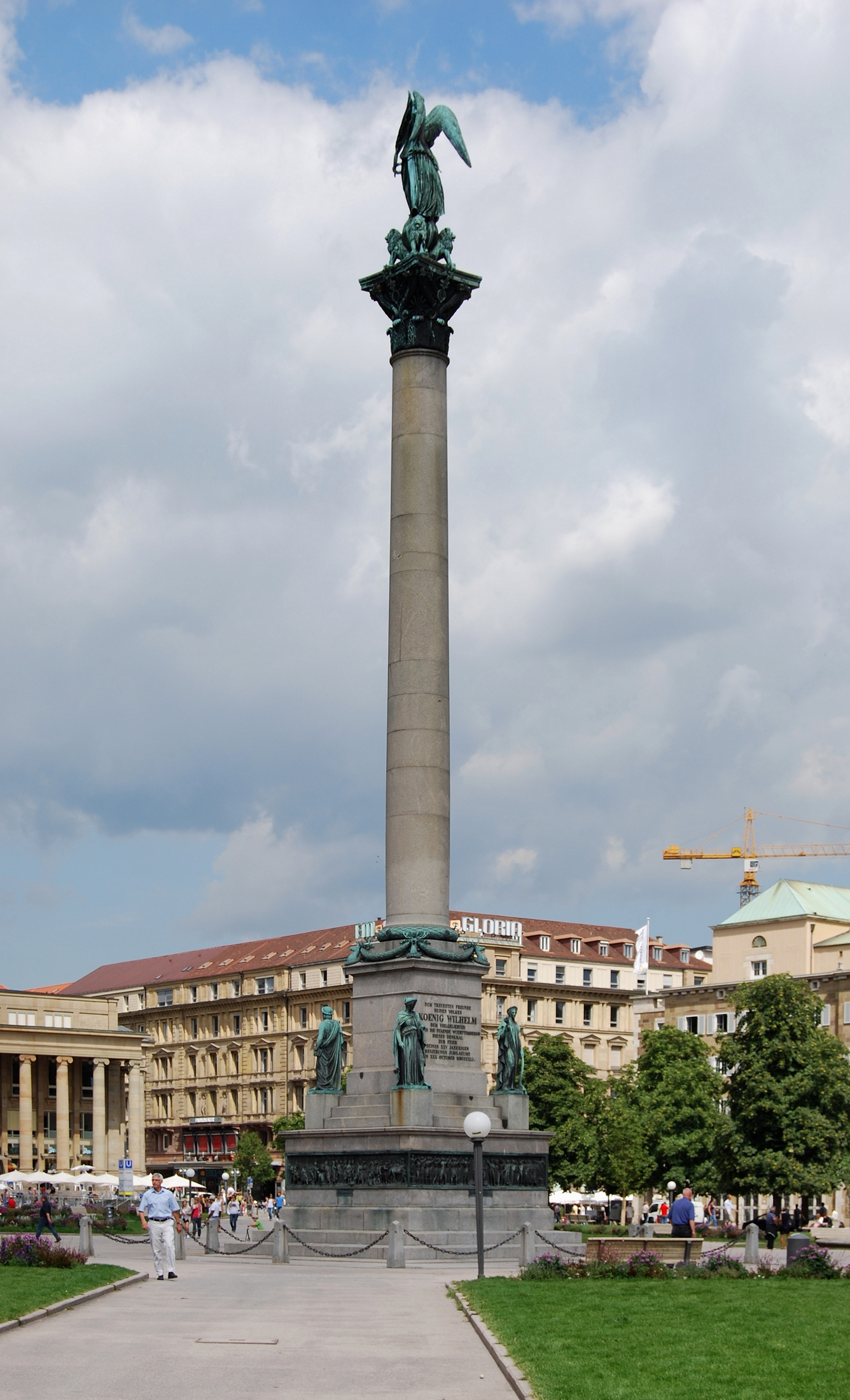
Jubiläumssäule (2010).

Die Jubiläumssäule ist ein Denkmal, das aus Anlass des 25-jährigen Regierungsjubiläums und des 60. Geburtstags von König Wilhelm I. von Württemberg 1841 bis 1846 auf dem Schloßplatz in Stuttgart errichtet wurde. Die Säule mit einer Gesamthöhe von 32,6 Metern besteht aus einem 9 Meter hohen Sockel mit vier Reliefs mit historischen Szenen und vier allegorischen Figuren an den Ecken, einer 18,5 Meter hohen Säule aus Granit und einer 5,1 Meter hohen Statue der römischen Göttin Concordia.
Flankiert von zwei imposanten Springbrunnen, ausgerichtet auf den Musikpavillon und den Königsbau, beherrscht die Jubiläumssäule im Zentrum des Stuttgarter Schloßplatzes, des „schönsten Platzes der Stadt“, durch ihre Höhe und die beeindruckende Majestät der Göttin Concordia alle umliegenden Gebäude: den Marquardtbau, den Königin-Olga-Bau (dahinter: die St. Eberhardkirche), das Kunstgebäude, das Neue Schloss, das Alte Schloss, die Alte Kanzlei und das Kunstmuseum.

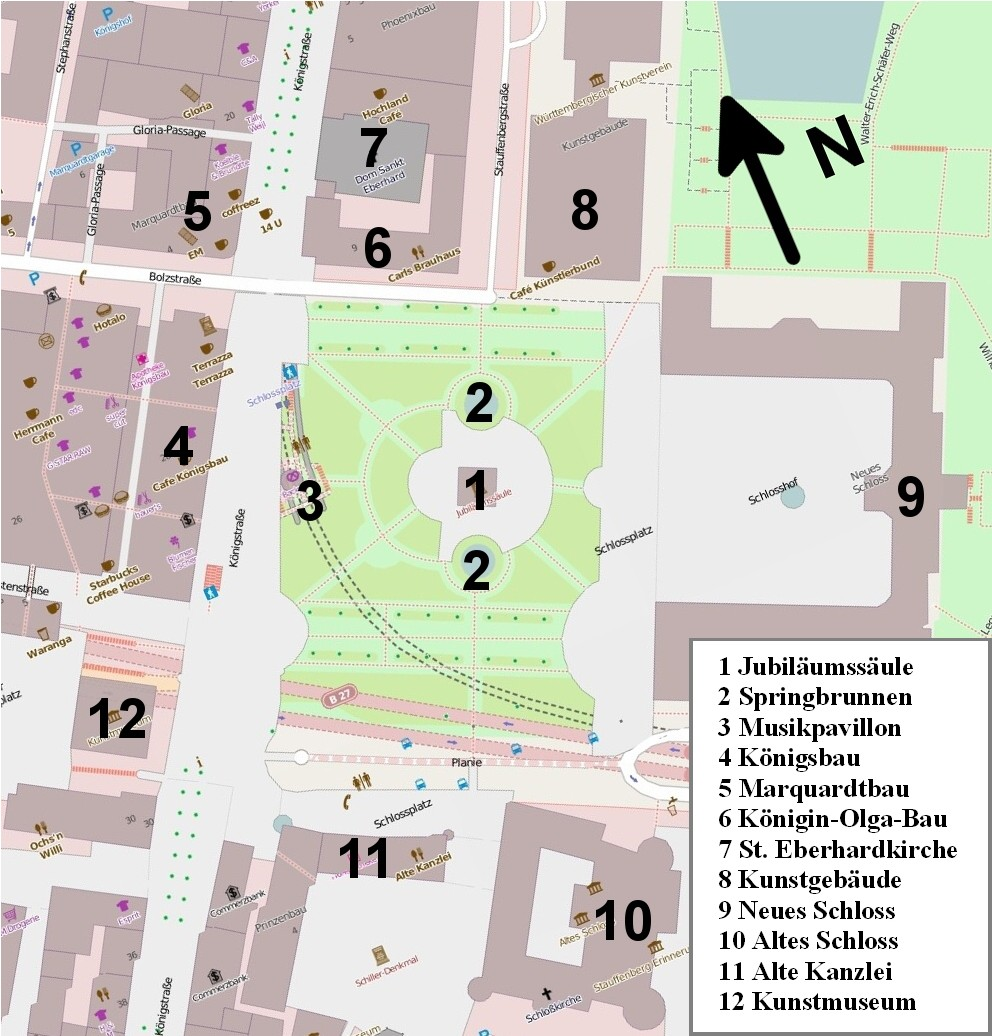
Lageplan des Schloßplatzes.

## Säule

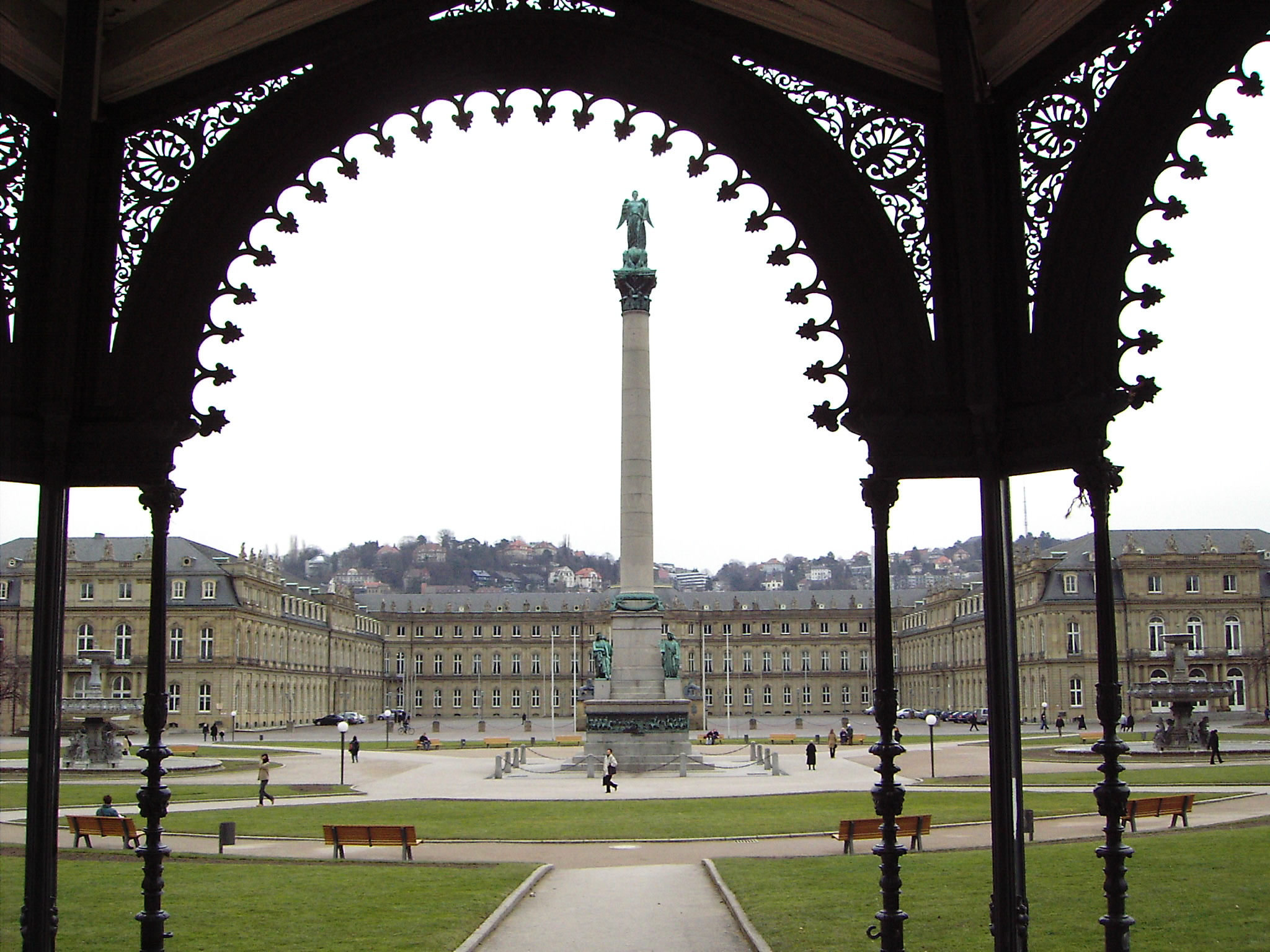
Blick vom Musikpavillon auf Jubiläumssäule und Neues Schloss.
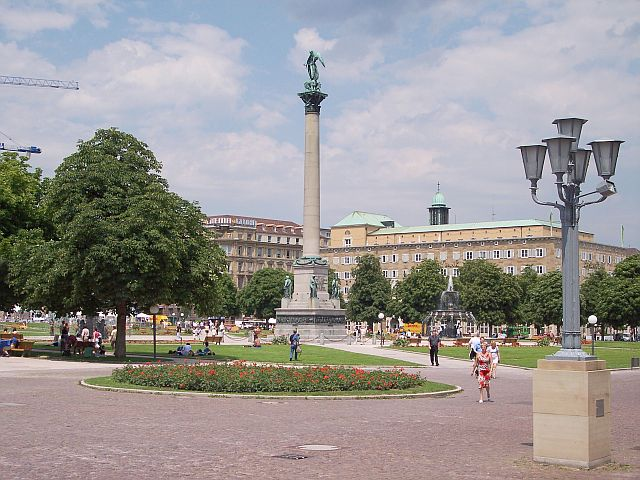
Blick vom Neuen Schloss auf die Jubiläumssäule, dahinter: Marquardtbau (links) und Königin-Olga-Bau.
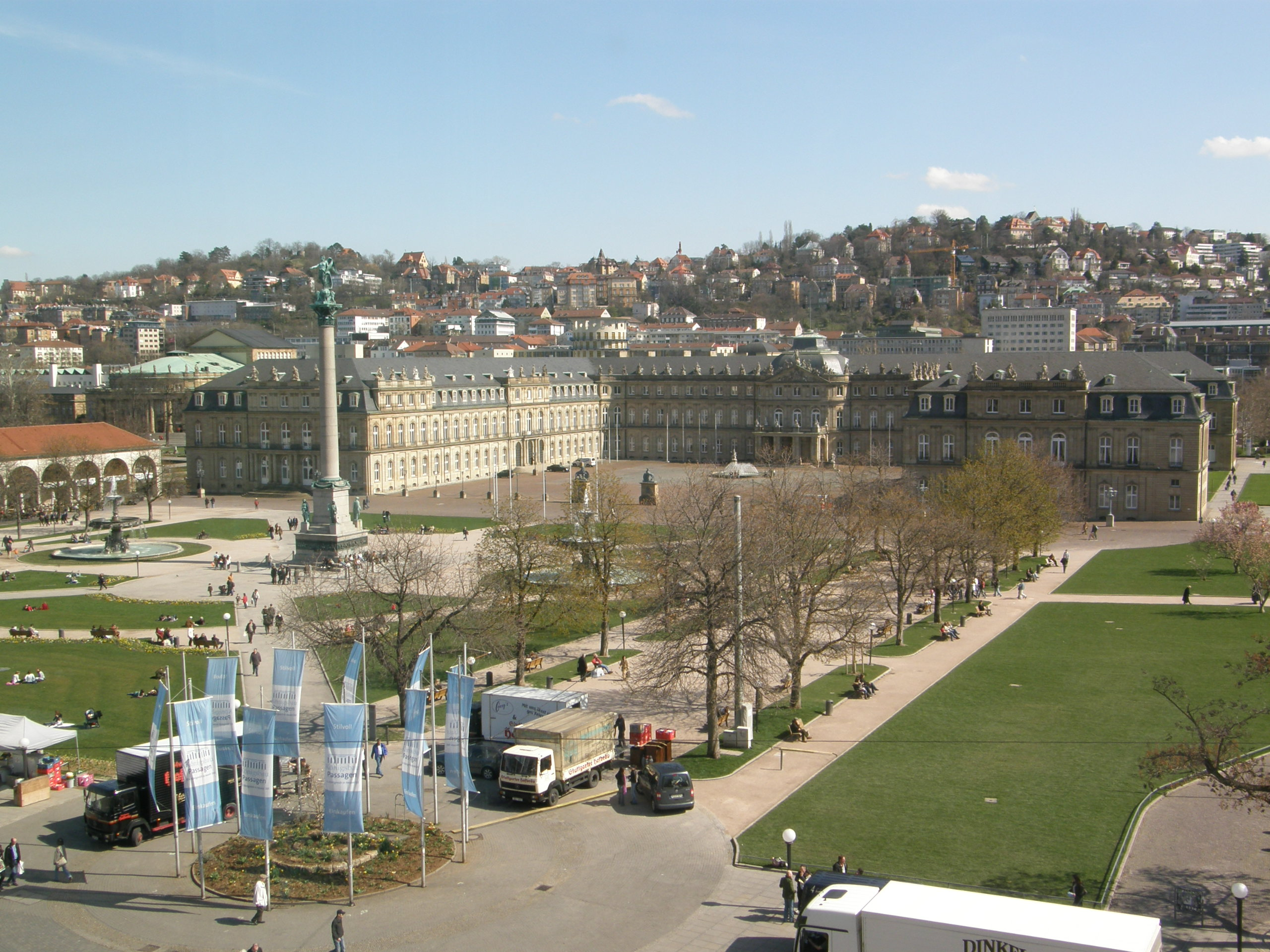
Schloßplatz, Jubiläumssäule und Neues Schloss
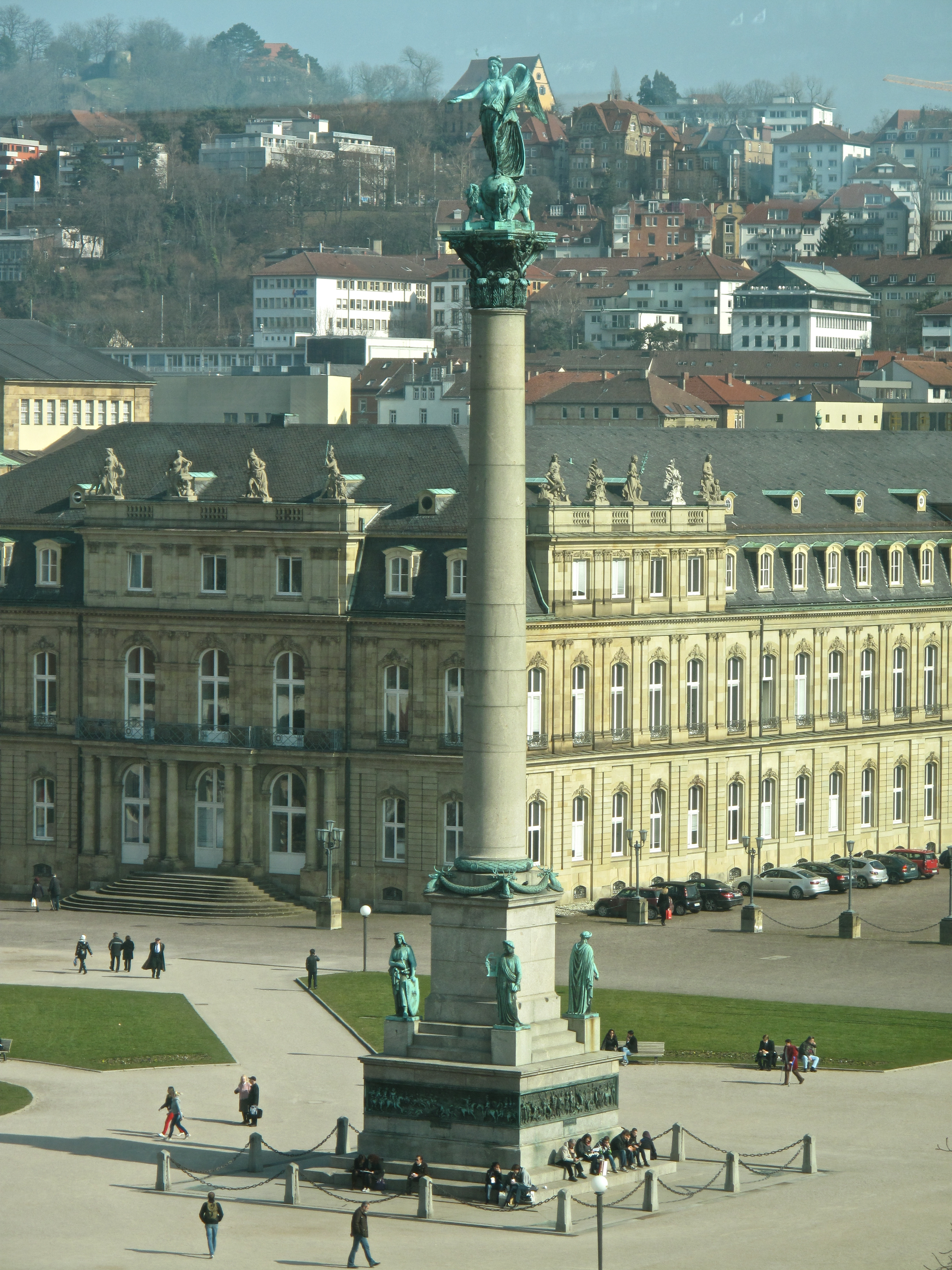
Jubiläumssäule, dahinter: linker Seitenflügel des Neuen Schlosses.
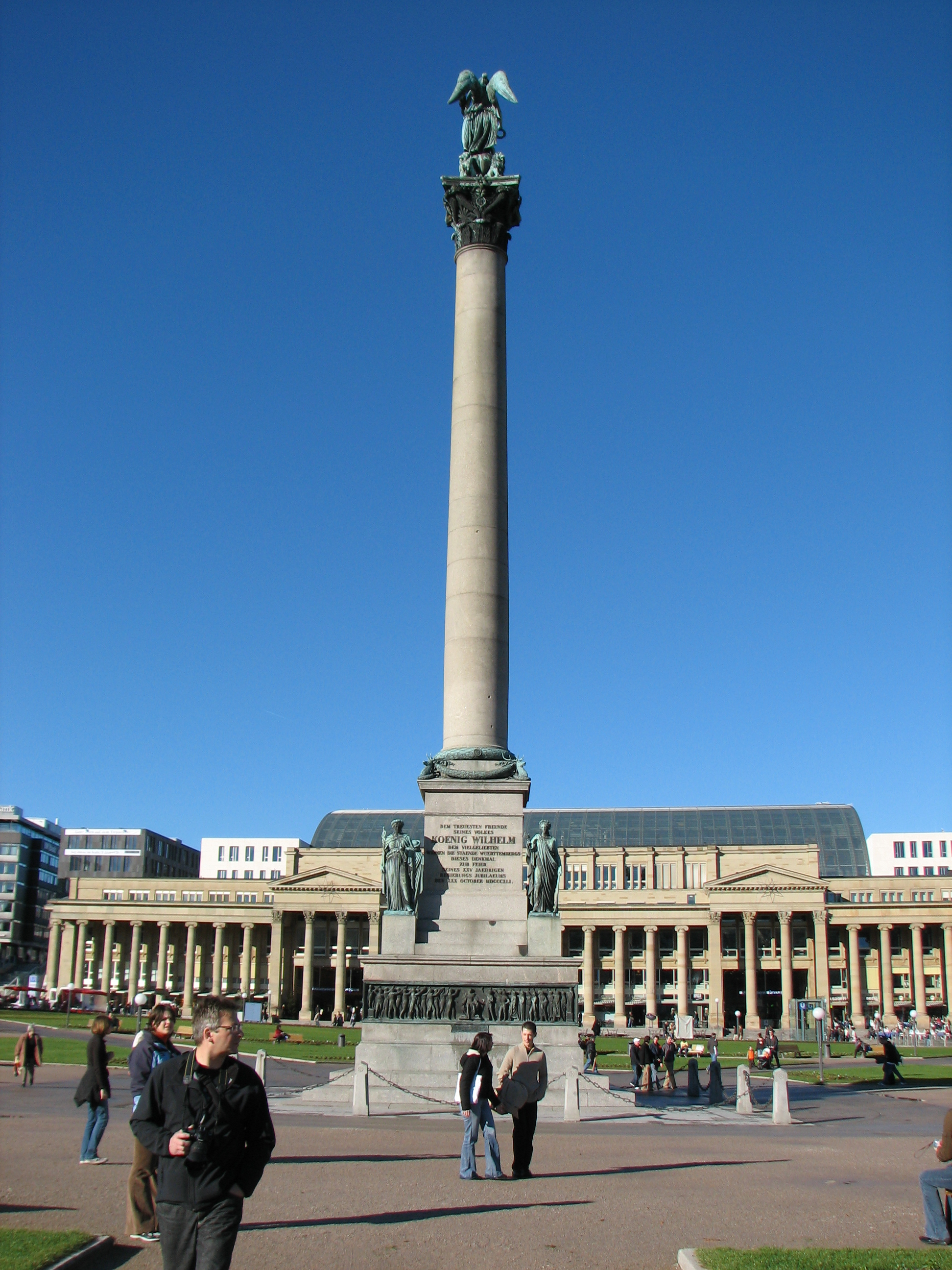
Blick vom Ehrenhof des Neuen Schlosses auf Jubiläumssäule und Königsbau.

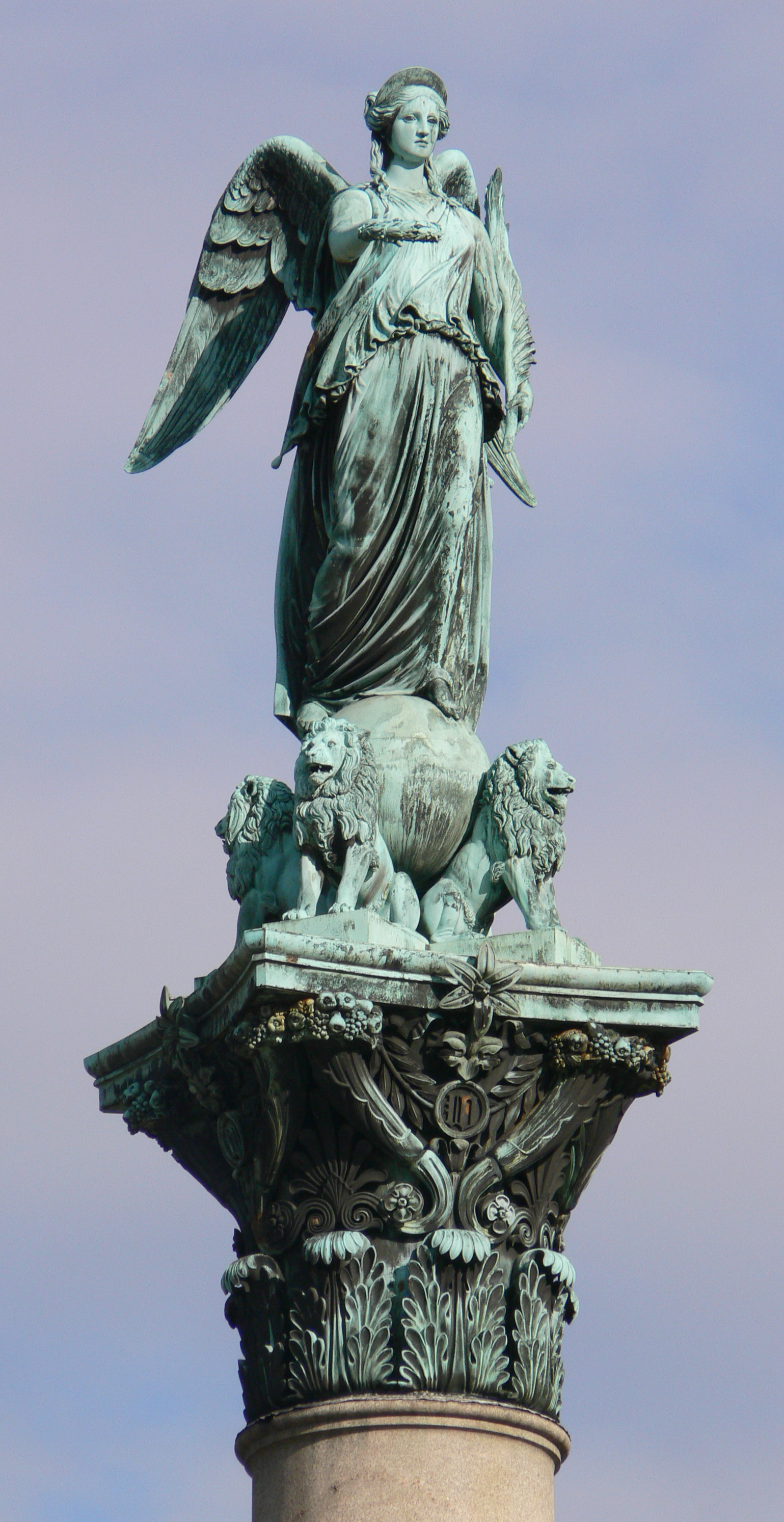
Concordia und Kapitell.

Das quadratische Areal um die Jubiläumssäule wird durch dornbewehrte Eisenketten, die an massiven Granitpfosten aufgehängt sind, vom übrigen Schloßplatz abgetrennt. Die 27,5 Meter hohe Jubiläumssäule besteht aus zehn Granitblöcken von je 100 Zentnern Gewicht, die in einem Steinbruch in der Teufelsküche zwischen Alpirsbach und Schenkenzell gebrochen wurden.

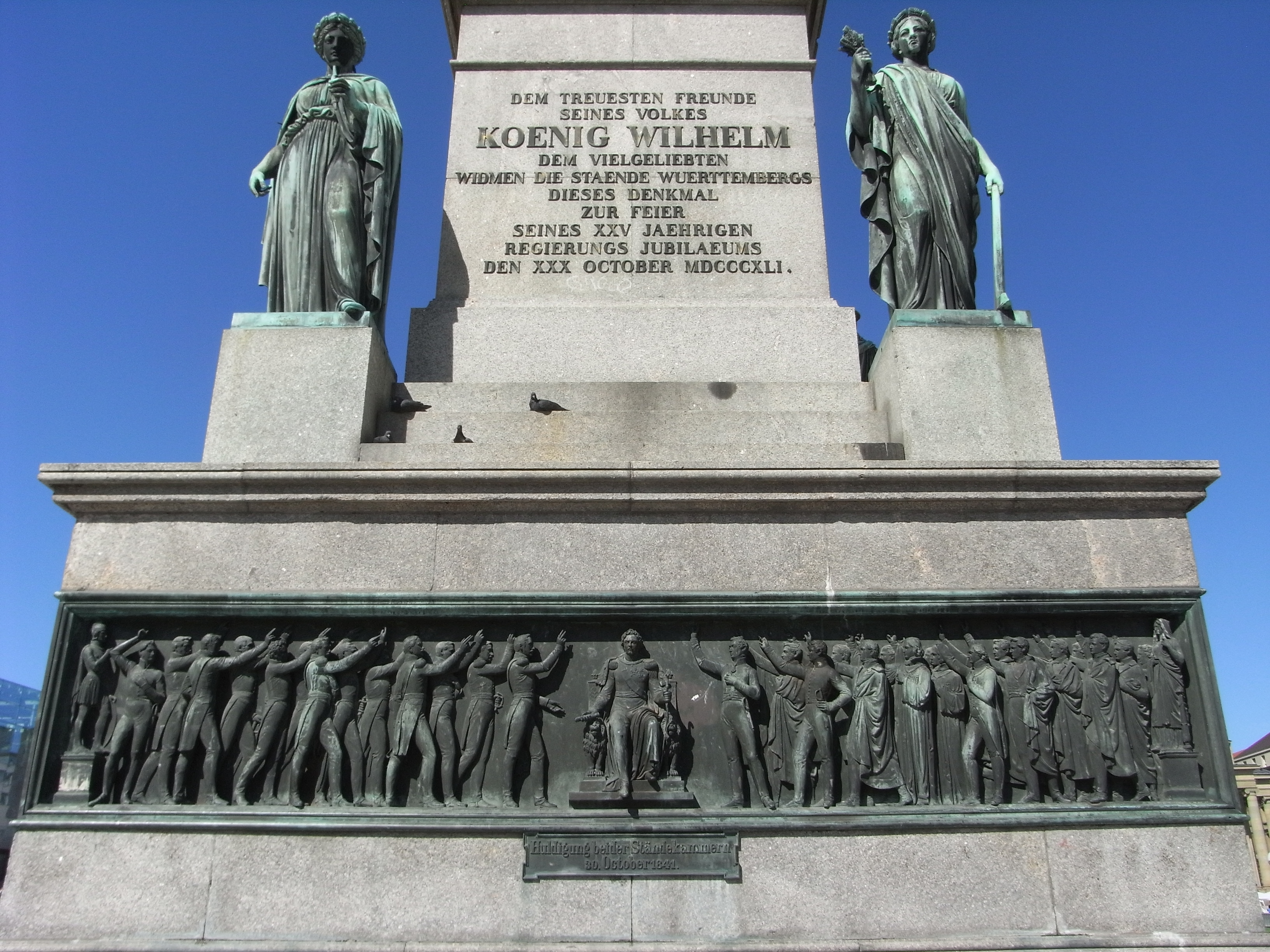
Unterbau mit Widmungsinschrift.

Zu dem ausladenden, quadratischen Unterbau der Säule führen zwei Treppenstufen hinauf. Der Unterbau besteht aus einem breiteren Sockel, der an den vier Seiten mit Reliefdarstellungen historischer Ereignisse geschmückt ist, und dem hohen, quaderförmigen Säulenpostament mit der folgenden Widmungsinschrift:
„Dem treuesten Freunde seines Volkes, König Wilhelm dem Vielgeliebten, widmen die Stände Württembergs dieses Denkmal zur Feier seines 25jährigen Regierungsjubiläums, den 30. Oktober 1841.“
Der Übergang zwischen Sockel und Postament wird durch einen dreistufigen Aufbau gebildet, der an den vier Ecken Würfelpostamente mit allegorischen Figuren trägt, die die vier Stände symbolisieren.
Die Basisplatte (Plinthe) zwischen Postament und Säulenschaft wird durch Bronzeschmuck verziert, der in den Hüttenwerken Wasseralfingen unter Paul Stotz gegossen wurde: Hirschköpfe an den vier Ecken (Hirsch und Löwe sind die württembergischen Wappentiere), dazwischen vier Eichengirlanden und darüber ein Lorbeerkranz. Der runde glatte Schaft schließt mit einem bronzenen Kapitell ab, „welches den Schaft mit dem Laube des Oelbaumes bedeckt. Daraus steigen wieder 8 mit Lorbeerguirlanden verbundene Füllhörner hervor.“

## Concordia

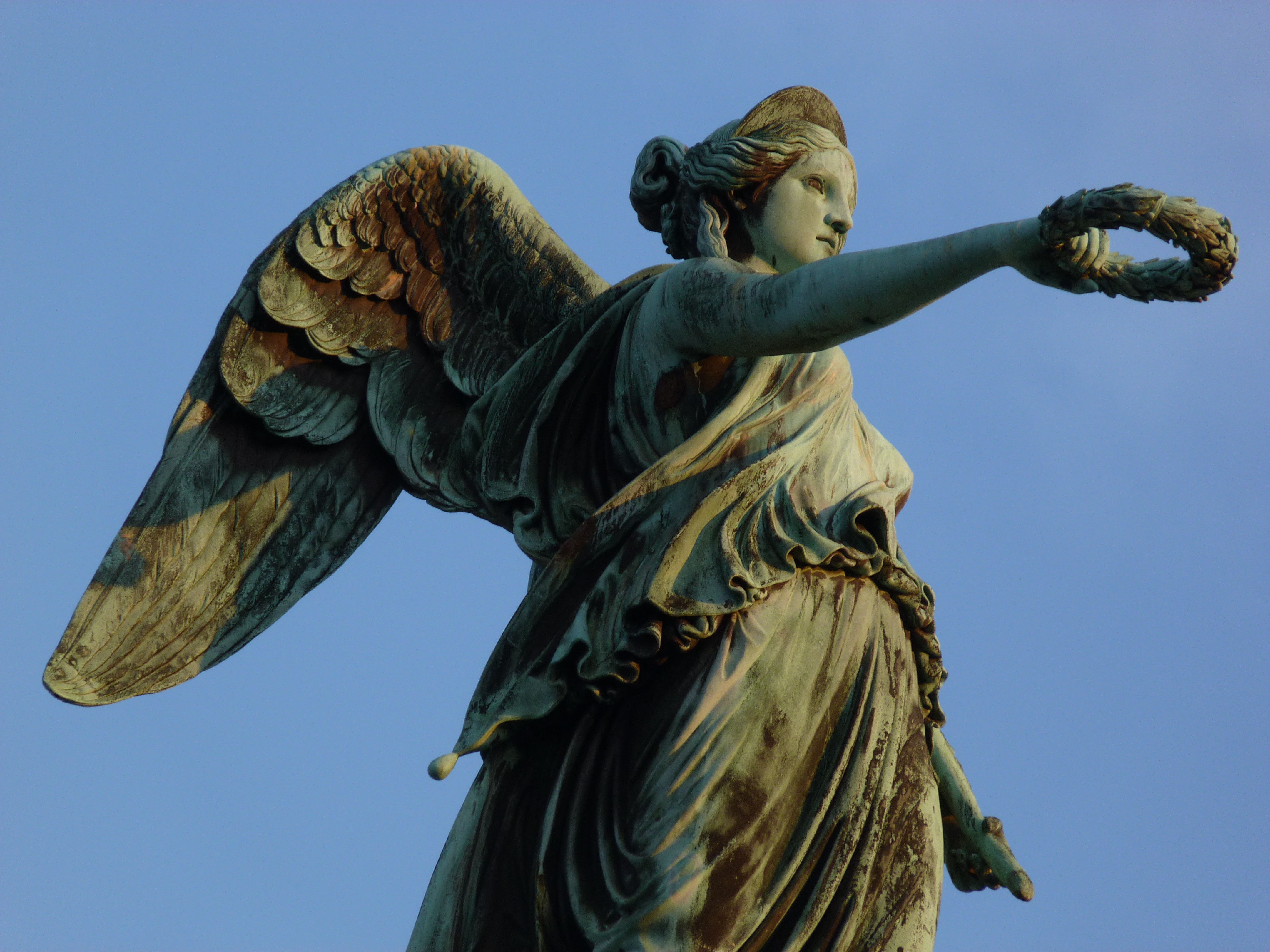
Concordia (Ausschnitt).

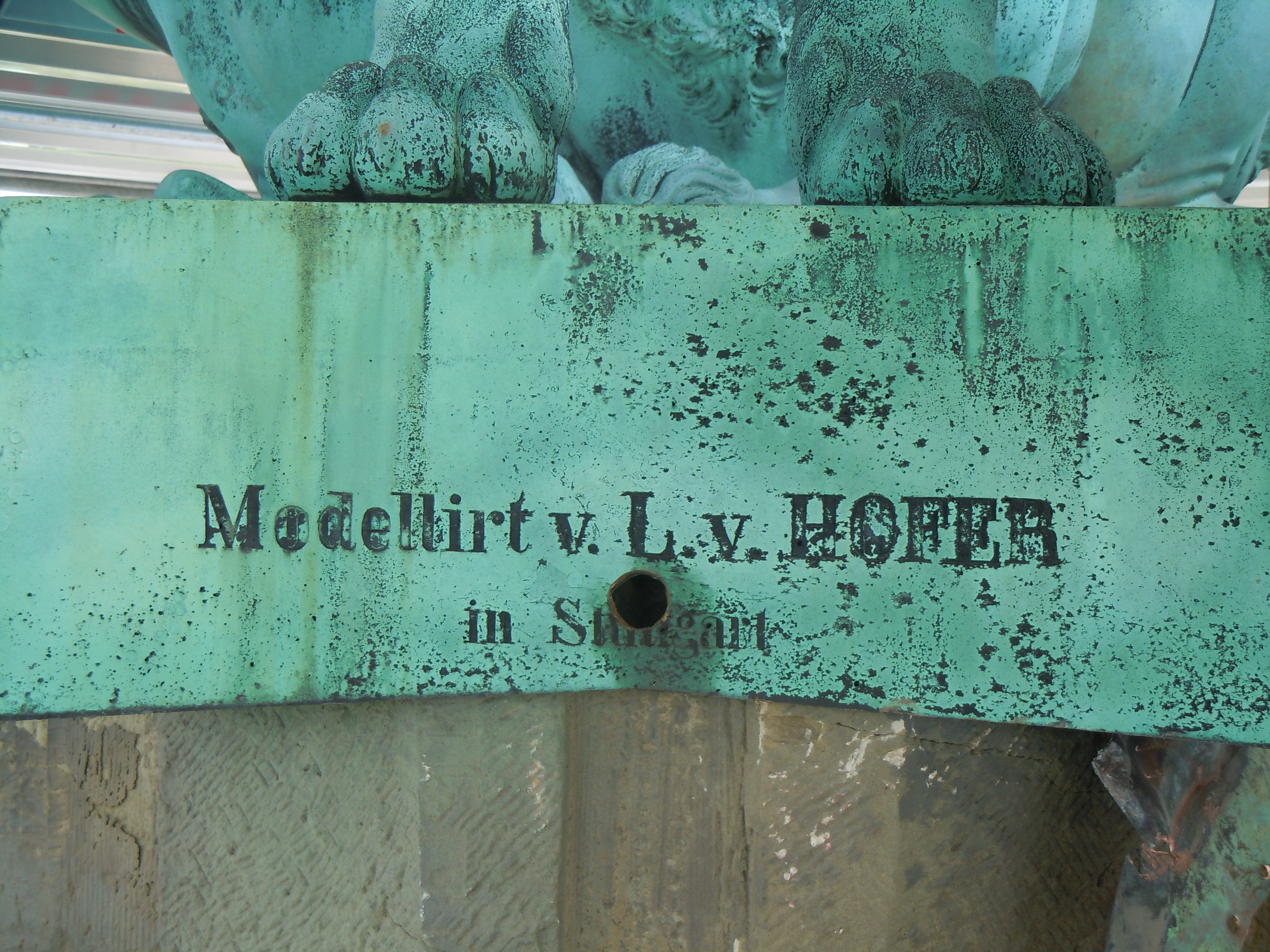
Bildhauersignatur am Sockel der vier Löwen, den Trägern der Kugel mit der Concordia.

Die Säule wird von einer 5,1 m hohen und 5 Tonnen schweren, bronzenen Skulptur der Göttin Concordia (römische Göttin der Eintracht) aus dem Jahr 1863 gekrönt. Sie wurde von dem württembergischen Hofbildhauer Ludwig von Hofer geschaffen und von Ferdinand von Miller in der Königlichen Erzgießerei in München gegossen.
Die geflügelte, in antike Gewänder gehüllte Concordia steht auf einer Kugel, ist von vier Löwen (Hirsch und Löwe sind die württembergischen Wappentiere) umgeben und trägt ein Diadem mit 64 Zinnen, die die damals 64 württembergischen Oberämter symbolisieren. In ihrer Linken hält die Göttin einen Palmwedel (Symbol des Friedens) und in ihrer ausgestreckten Rechten einen Lorbeerkranz (Symbol des Sieges).

## Reliefs

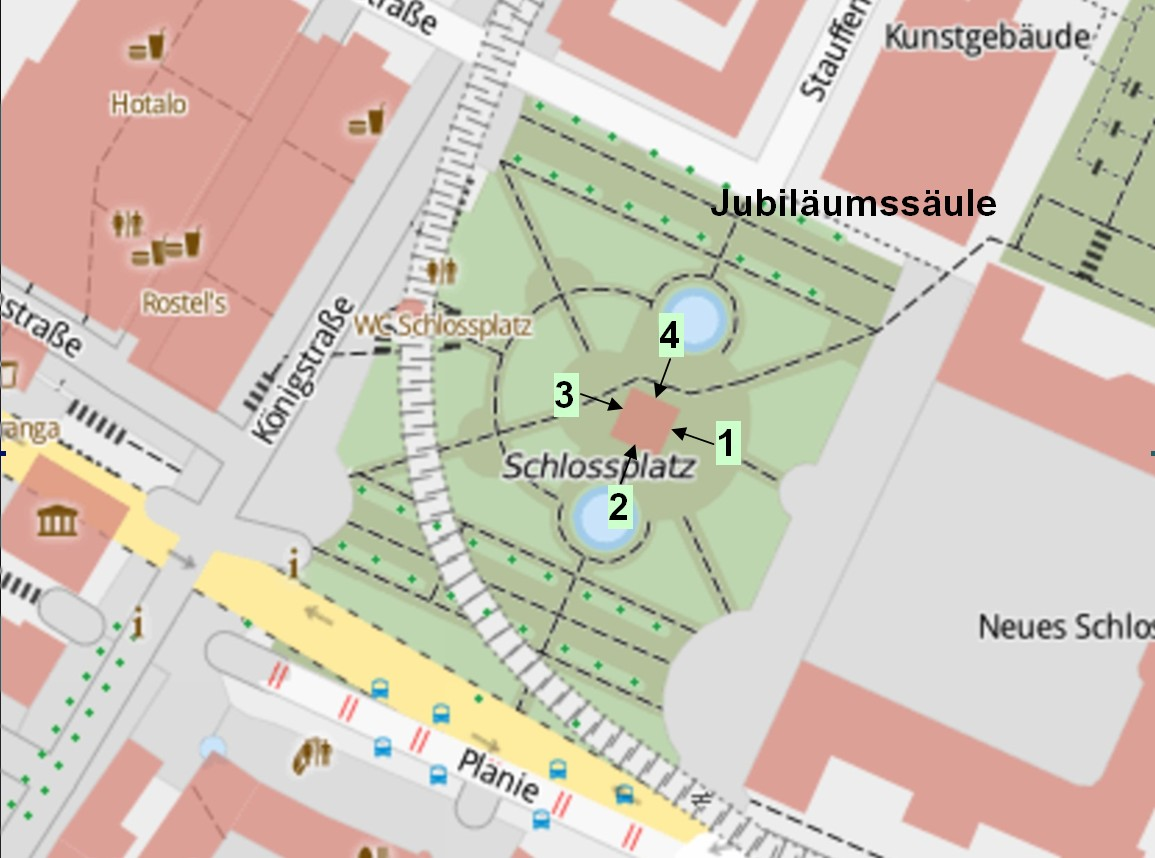
Lage der Sockelreliefs an der Jubiläumssäule.

Vier Hochreliefs von Theodor Wagner, Nr. 1 nach einem Entwurf von Johann Michael Knapp und Theodor Wagner, Nr. 2–4 nach Entwürfen des Hofmalers Joseph Joachim von Schnizer (1792–1870), Guss: Hüttenwerke Wasseralfingen unter Paul Stotz (Nr. 1, 2 und 4 und Wilhelm Pelargus (Nr. 3), Maße unbekannt, Bronze, 1846, an den Seitenflächen des Piedestals.
Relief Nr. 1 gegenüber dem Neuen Schloss stellt die Huldigung beider Ständekammern aus Anlass des 25. Regierungsjubiläums von König Wilhelm I. von Württemberg 1841 dar, die übrigen Reliefs zeigen „Schlachtenszenen aus den siegreichen Feldzügen der Württemberger im Krieg der Verbündeten gegen Napoleon I. [1814] unter Führung des Kronprinzen Wilhelm als Feldmarschall und Befehlshaber des 4. Armeekorps in Frankreich“. Bei Kühne 1849 heißt es: Die Reliefs „stellen Scenen aus dem Leben des Königs vor, meist Schlachten nach Schnitzers [so!] bekannten Gemälden“. Möglicherweise befinden sich diese Gemälde im Fundus eines der württembergischen Museen oder Archive.
Inschriftentafeln der Reliefs:
1. Huldigung beider Ständekammern am 30. October 1841.
2. Die Erstürmung der Stadt Sens am 11. Februar 1814.
3. Die Schlacht bei Fère-Champenoise am 25. März 1814.
4. Die Schlacht bei Brienne am 1. Februar 1814.[9]

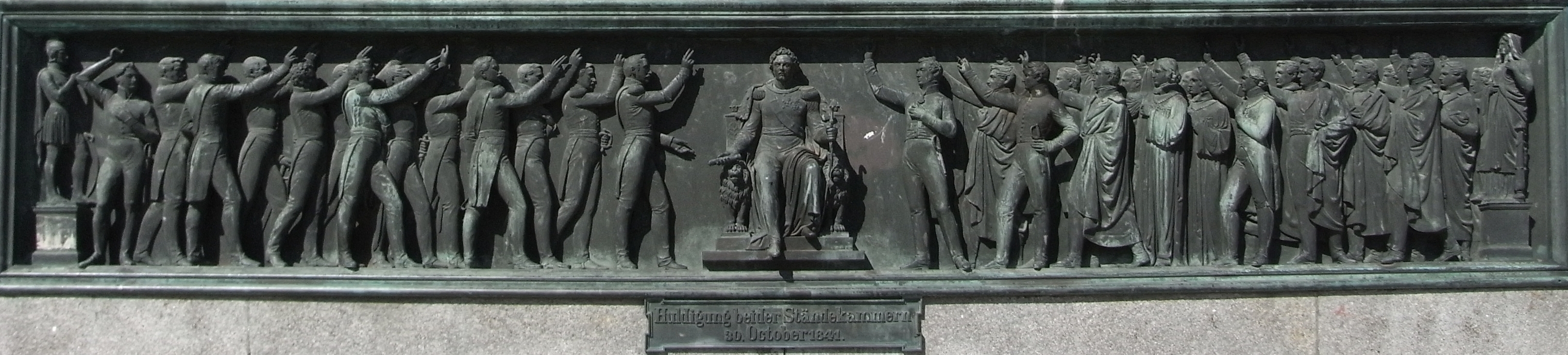
Nr. 1.
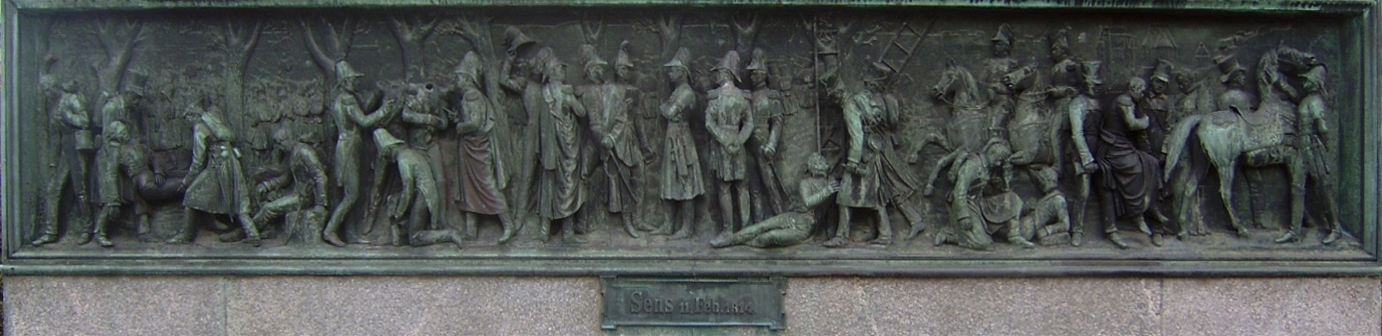
Nr. 2.
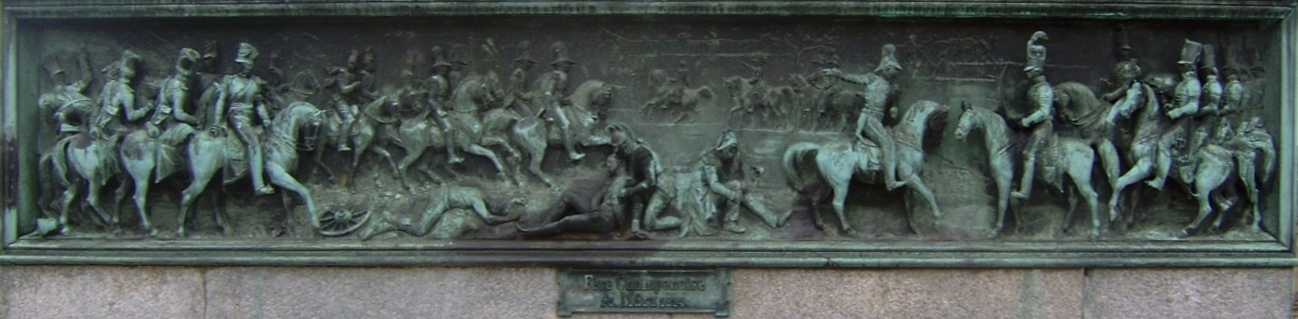
Nr. 3.
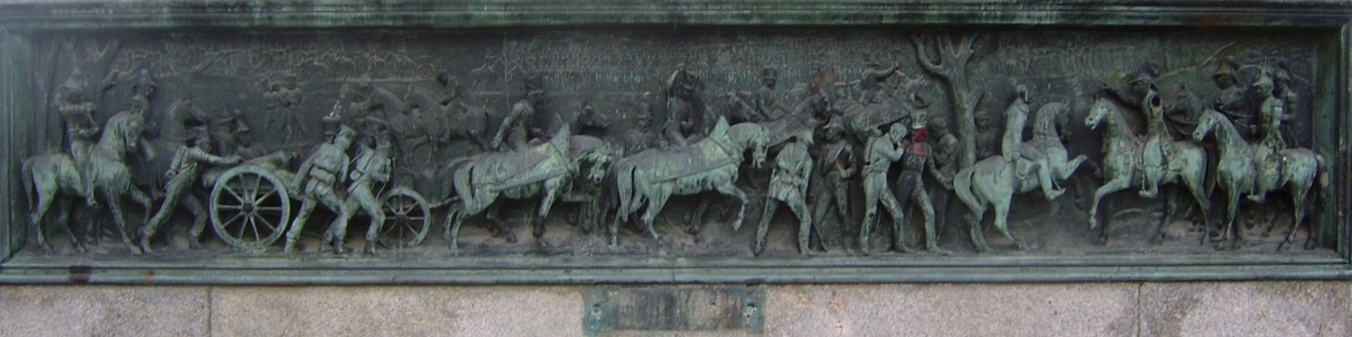
Nr. 4.

## Eckfiguren
| - Lage der Eckfiguren an der Jubiläumssäule. | Statuen von Frauengestalten, Allegorien der vier Stände von Theodor Wagner, Guss: Königliche Erzgießerei in München unter Ferdinand von Miller, teilweise bezeichnet: „TH WAGNER inv. et mod. STUTTGARDIA / FERD MILLER fudit MONACHII 1846.“, etwa anderthalb lebensgroß, Bronze, 1846, Eckfiguren auf dem Piedestal der Säule. Die vier Stände (Attribute in Klammern): 1. Handel und Gewerbe (Hermesstab und Spindel) 2. Ackerbau (Ährenbündel und Hacke) 3. Wehrstand (Schwert und Schild) 4. Kunst und Wissenschaft (Leier und Buch) | - Bezeichnung an der Plinthe einer Statue. |

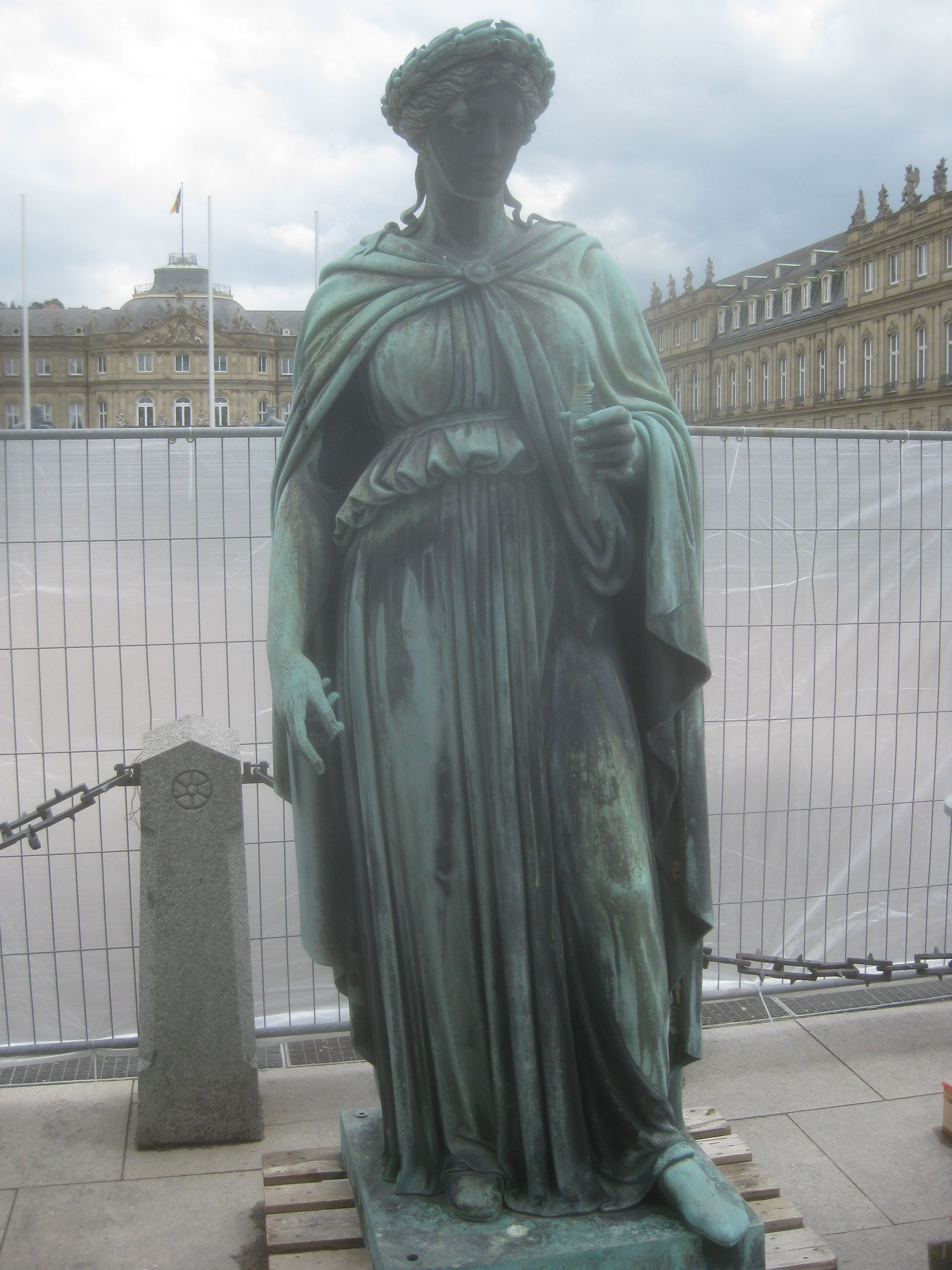
Nr. 1.
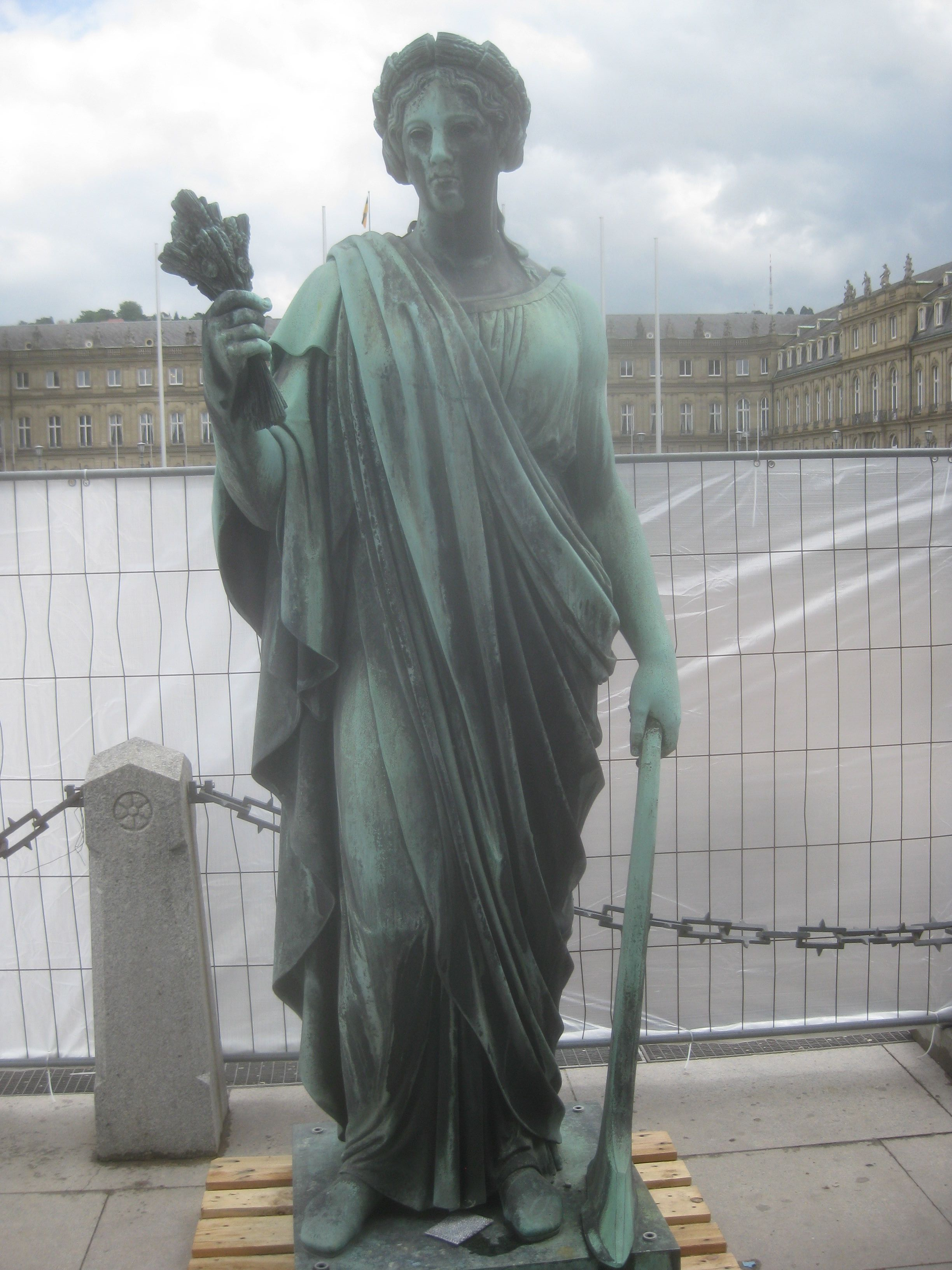
Nr. 2.
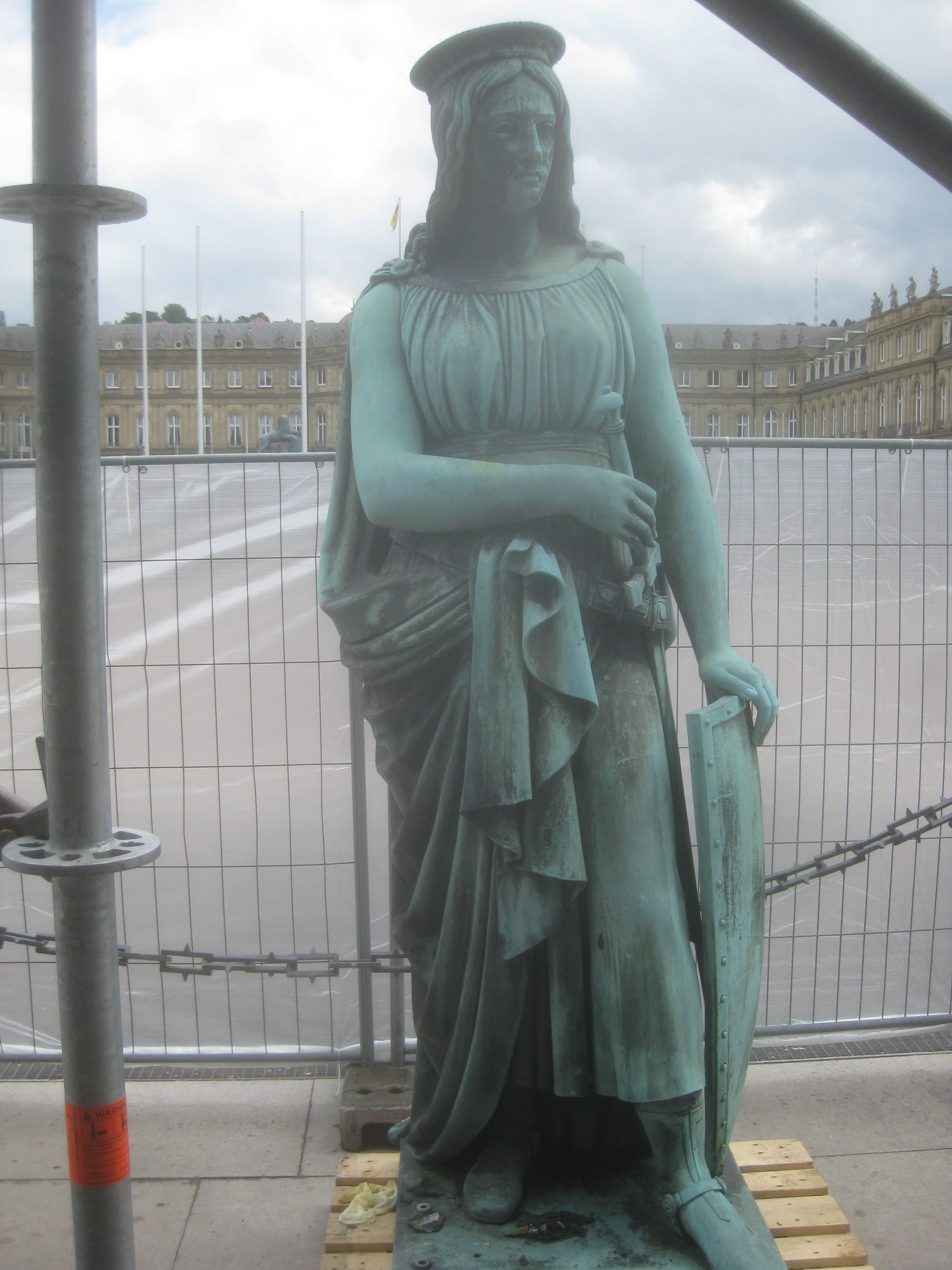
Nr. 3.
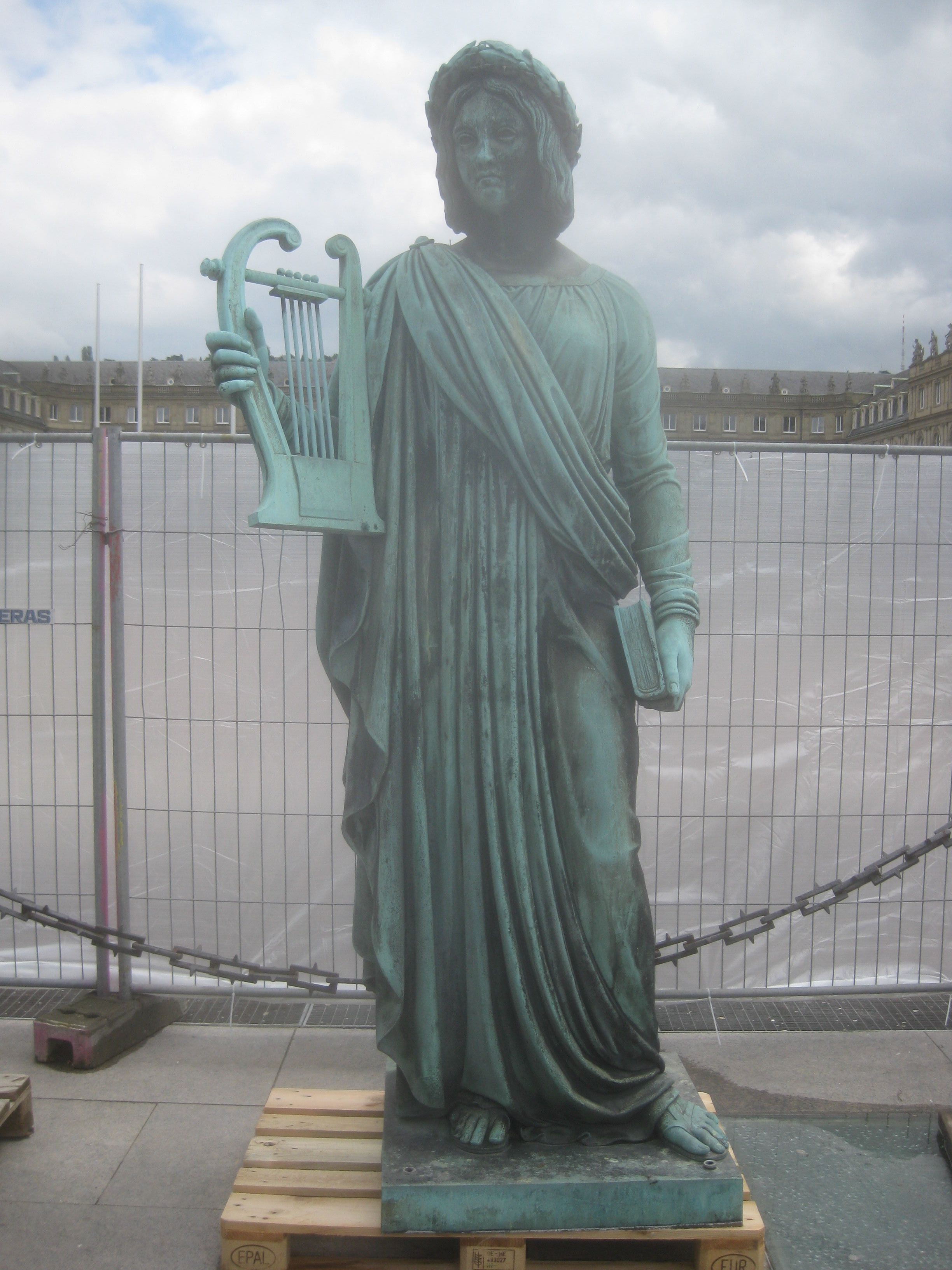
Nr. 4.

Die Fotos wurden 2013 angefertigt, als die Figuren zur Sanierung von ihren Postamenten heruntergeholt und auf dem Schloßplatz abgestellt wurden.

## Geschichte
Am 28. September 1841 huldigten Abordnungen aus allen Oberämtern und Ständen Württembergs König Wilhelm zu seinem 25-jährigen Regierungsjubiläum mit dem Festzug der Württemberger. Für diese Feierlichkeit war nach den Plänen von Johann Michael Knapp eine 25 m hohe Festsäule aus Holz errichtet worden.
Ein paar Wochen später wurde dem König der Vorschlag unterbreitet, eine „Festsäule von Eisen“ zur Erinnerung an diesen Anlass errichten zu lassen. Im Dezember 1841 rief Karl Georg von Wächter, Tübinger Universitätskanzler und Präsident der Zweiten Kammer, einen Künstlerwettbewerb für ein Denkmal aus. Den Zuschlag erhielt Knapps einmal überarbeiteter Entwurf. Am 27. September 1842 erfolgte die Grundsteinlegung in Abwesenheit von König Wilhelm I. und Kronprinz Karl (beide waren erkrankt). Genau ein Jahr nach der Grundsteinlegung wurde die noch im Bau befindliche Jubiläumssäule feierlich zum 62. Geburtstag des Königs enthüllt, und drei Jahre später, im Jahre 1846, war die Konstruktion abgeschlossen. Am 27. Juni 1863 wurde eine Darstellung der Göttin Concordia, die heute noch auf der Säulenspitze zu sehen ist, hinzugefügt.

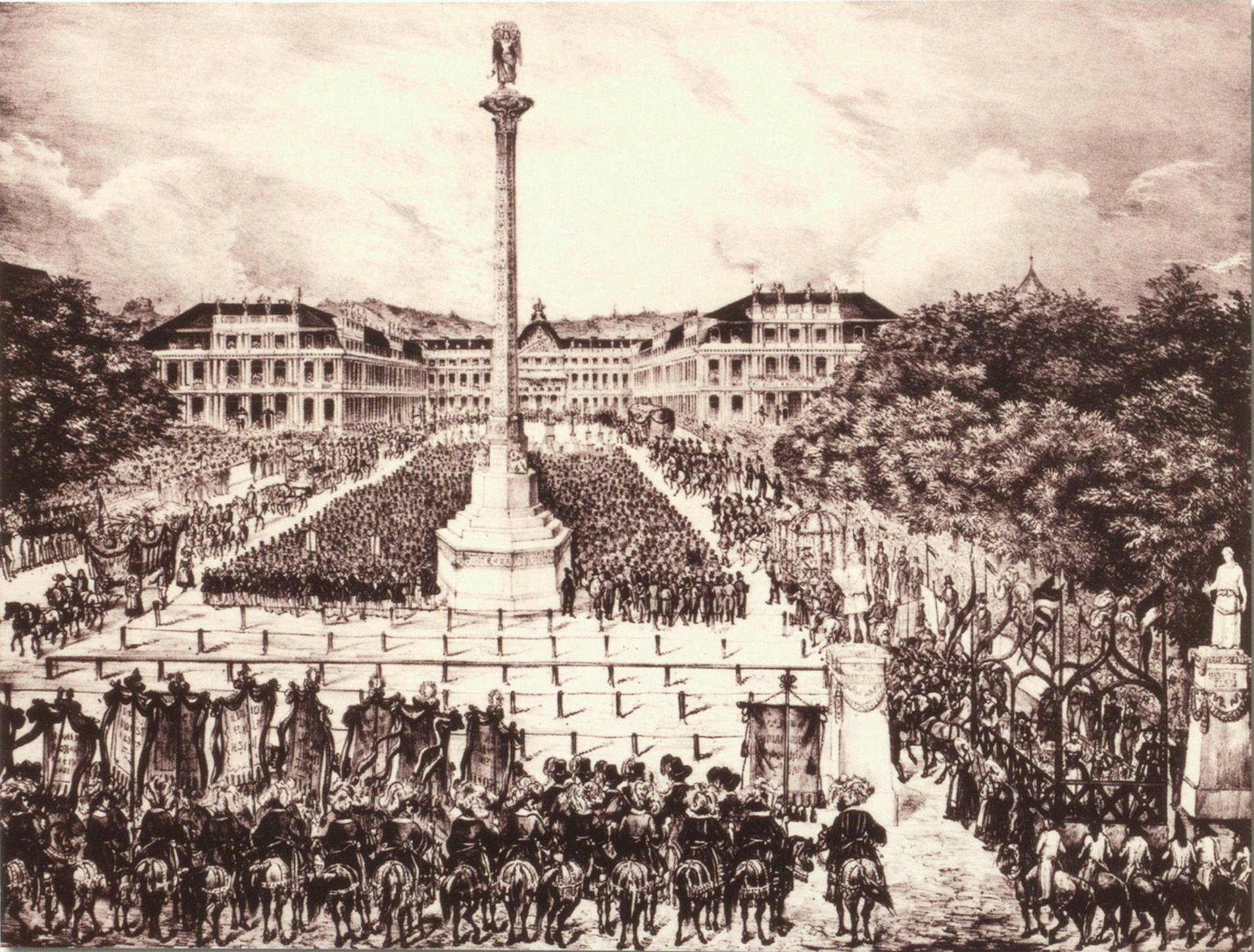
Einweihung des hölzernen Vorgängers der Jubiläumssäule am 28. September 1841.
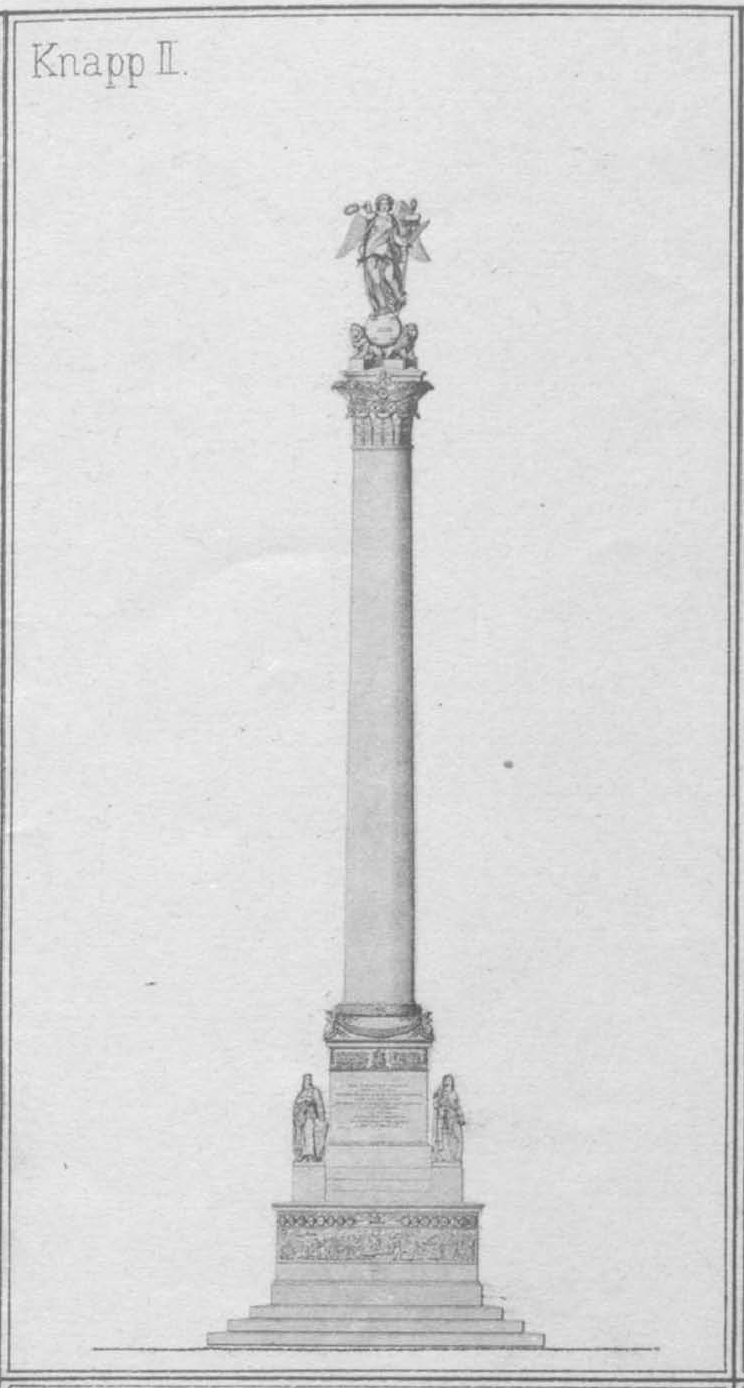
Entwurfszeichnung von Johann Michael Knapp von 1842.
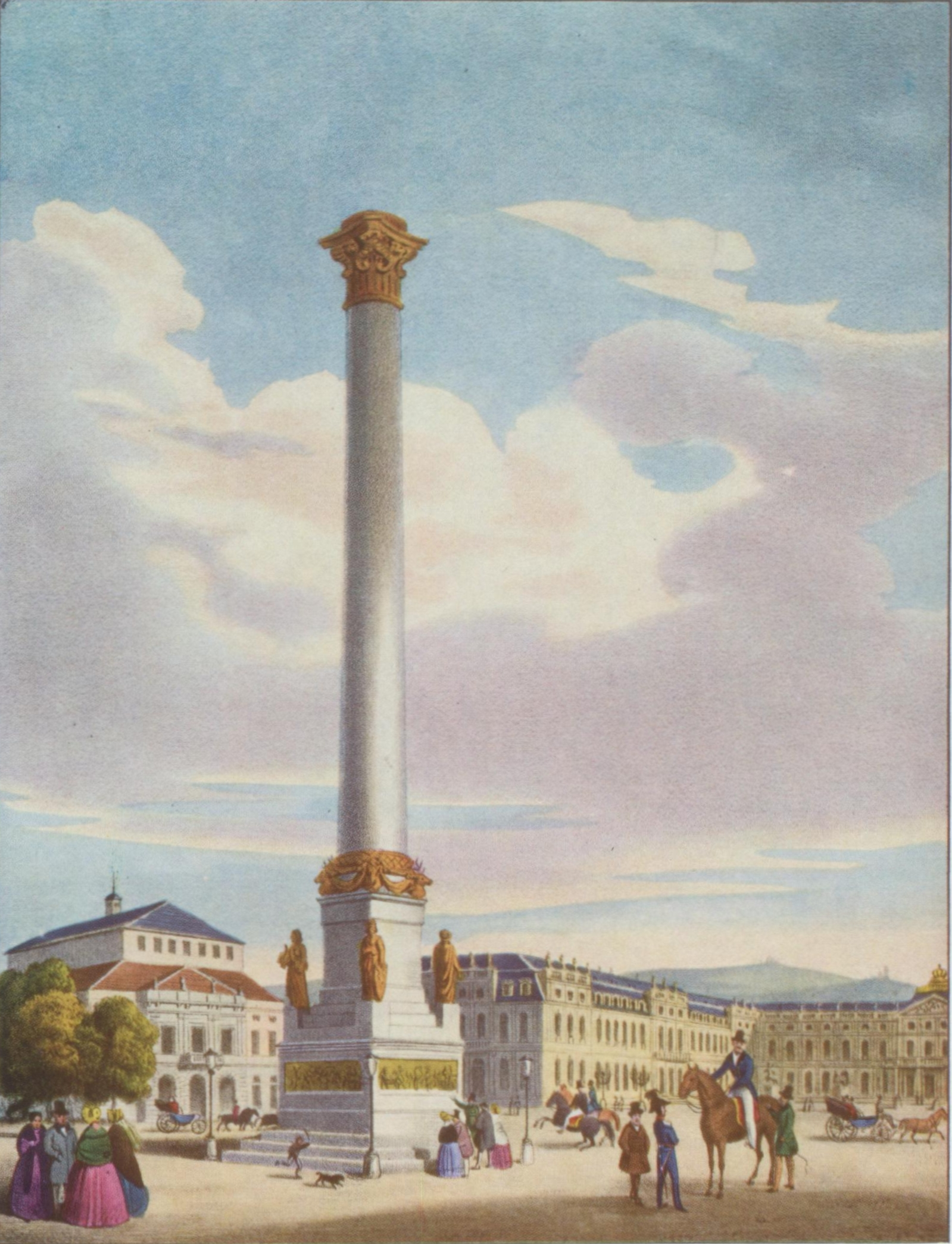
Jubiläumssäule noch ohne Concordia, vor 1863.
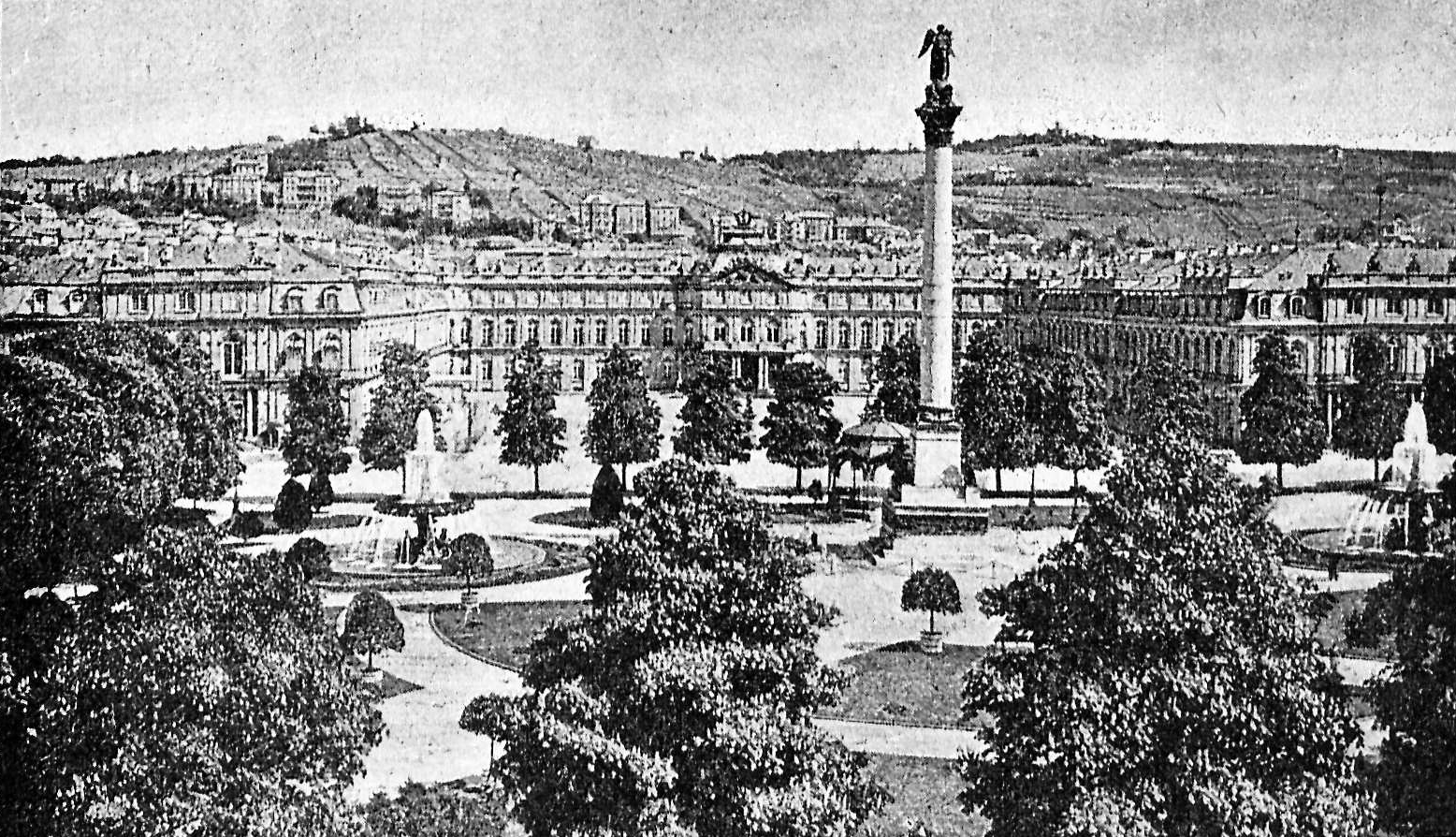
Fotografie von Hermann Brandseph, um 1893.

## Restaurierung

### Restaurierung 2013
Im Mai 2013 wurde die Jubiläumssäule „von Kopf bis Fuß“ eingerüstet. Die Eckfiguren wurden von ihren Postamenten heruntergeholt und auf dem Schloßplatz abgestellt, so dass sie zu ebener Erde bearbeitet werden konnten. Sämtliche Metall- und Natursteinteile sollten von den Restauratoren auf Festigkeit und Korrosion überprüft und dann gereinigt werden. Die Arbeiten sollten vor dem 3. Oktober abgeschlossen werden, weil auf dem Schloßplatz die zentralen Feierlichkeiten zum Tag der Deutschen Einheit stattfinden sollten. Die Untersuchung der Concordia-Statue ergab jedoch, dass sie auf Grund von Korrosionsschäden nicht in der gestellten Frist restauriert werden konnte. Die Sanierung der Statue wurde daher auf einen späteren Zeitpunkt verschoben.

### Concordia-Restaurierung 2014/2015

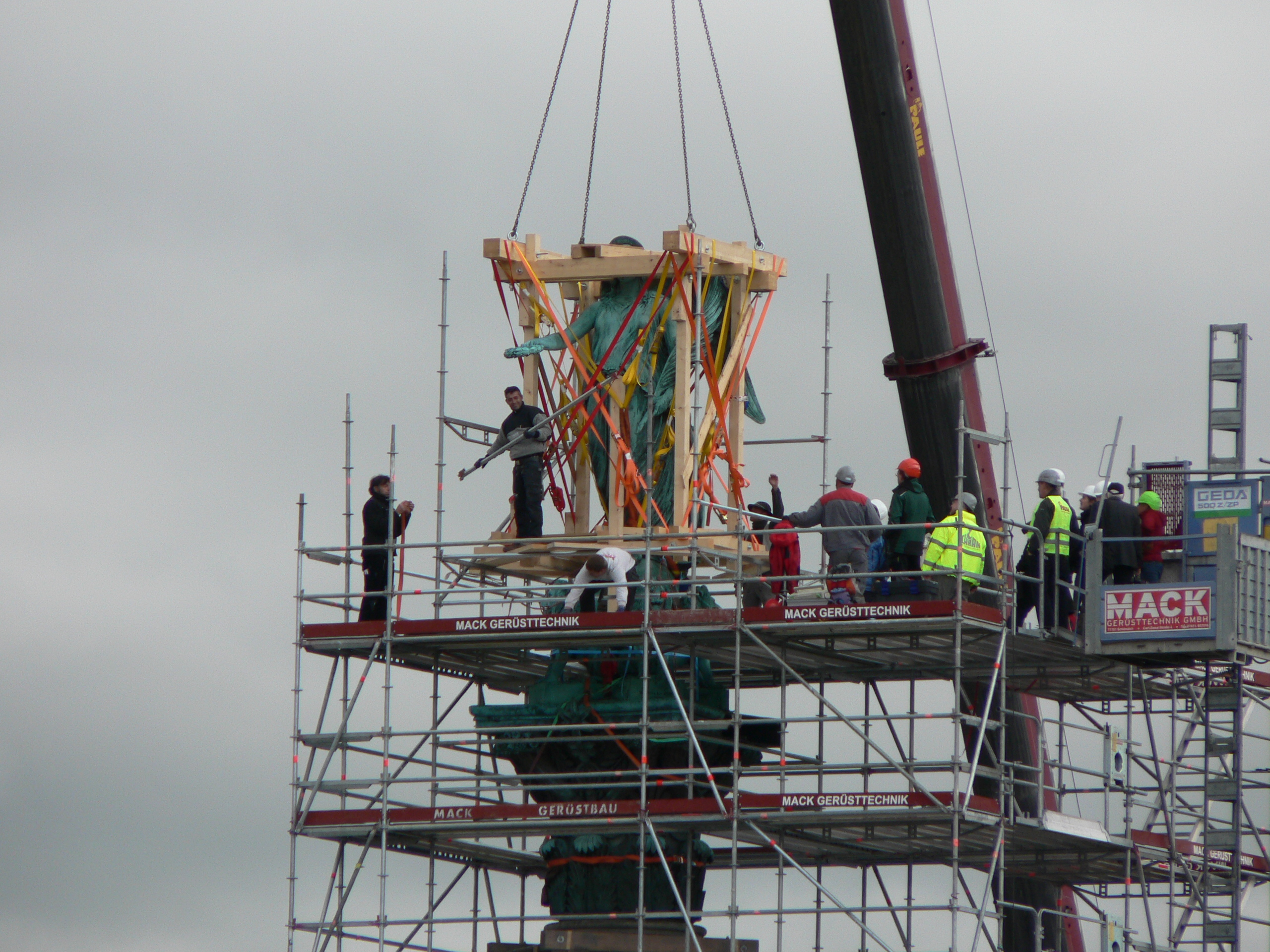
Letzte Handgriffe vor dem Lifting.
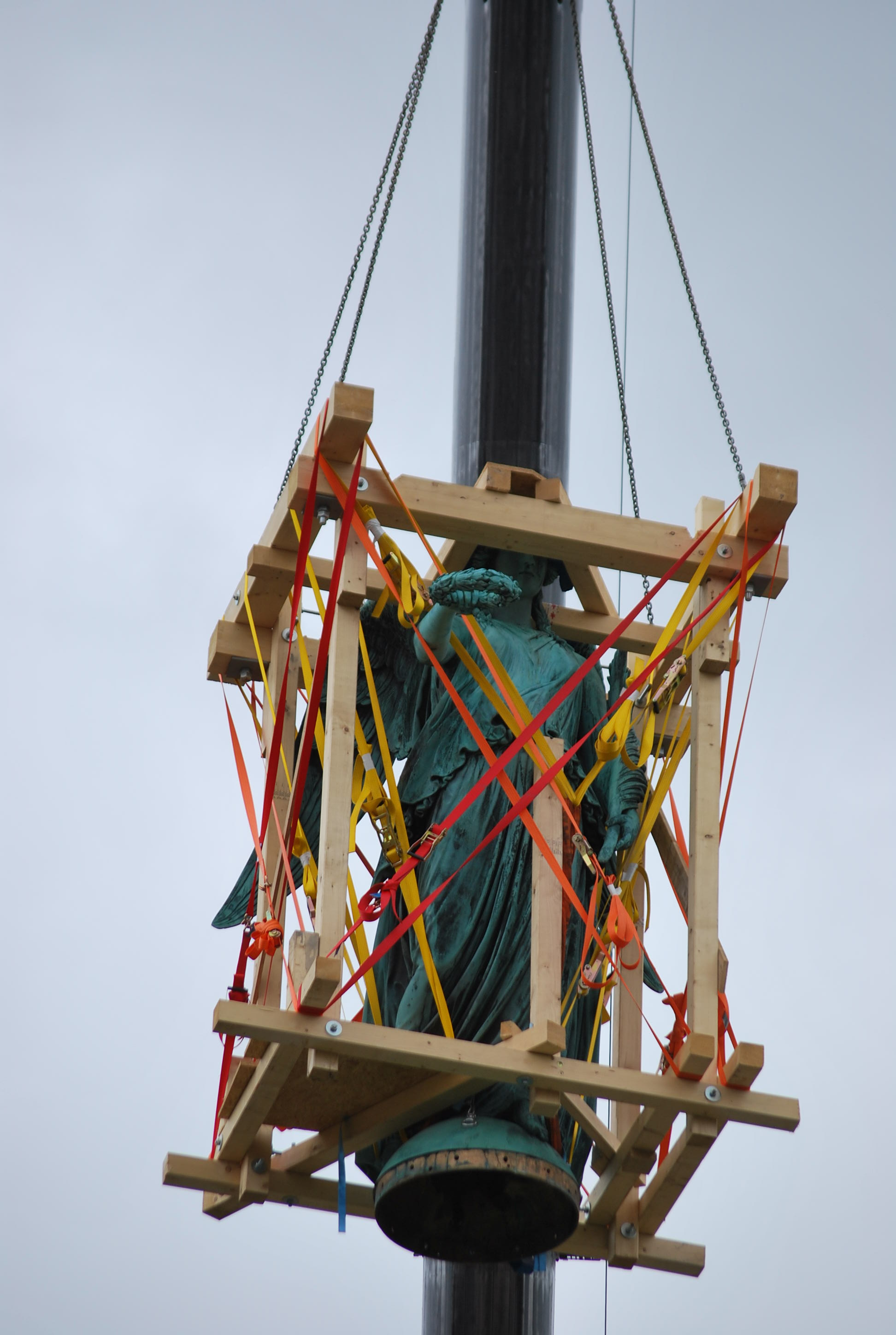
Die Concordia in der Schwebe.
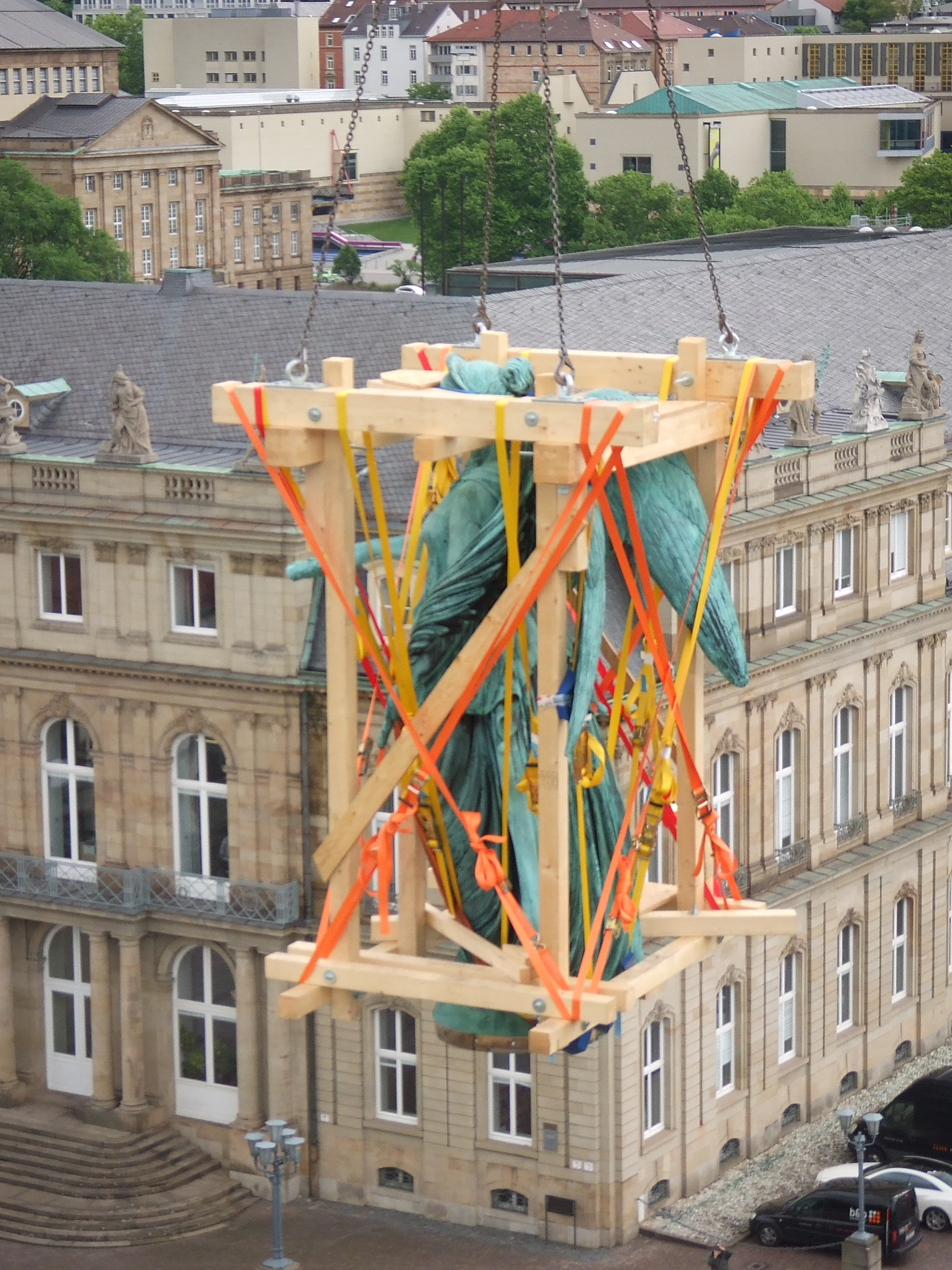
Die Concordia grüßt im Vorbeiflug die Attikafiguren des Neuen Schlosses.
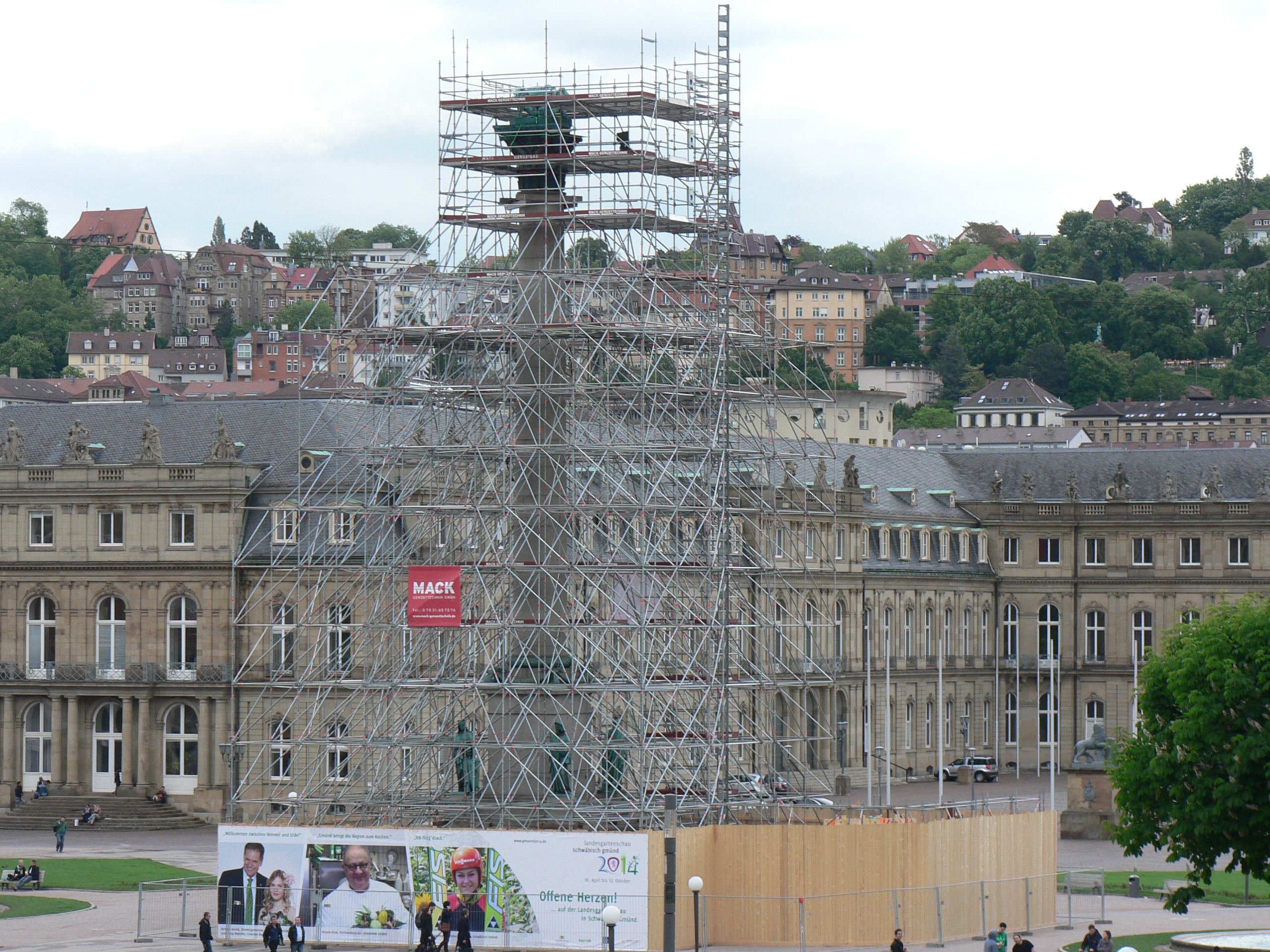
Die „nackte“ Jubiläumssäule.

Die Concordia wurde im Zweiten Weltkrieg nicht wie so viele andere Bronzekunstwerke eingeschmolzen und überstand den Krieg fast unversehrt (nur einige Einschusslöcher mussten verschlossen werden). Bei der Instandsetzung der Jubiläumssäule im Sommer 2013 wurden Korrosionsschäden an den tragenden Eisenteilen im Innern der Figur festgestellt, die behoben werden mussten. Im April/Mai 2014 wurde daher die Jubiläumssäule wieder eingerüstet. Das Gerüst hatte einen Grundriss von 15 × 15 Meter und reichte bis zur Spitze der Concordia. Am 13. Mai 2014 wurden die Statue mitsamt der Weltkugel, den vier Löwen und dem Kapitell mit einem Kran zu Boden gelassen, so dass sie zu ebener Erde bearbeitet werden konnten. Die fast einjährigen Restaurierungsarbeiten dauerten bis April 2015. Am 29. April wurde die Concordia mit einem Kran wieder an ihren angestammten Platz zurückversetzt. Anfang Mai wurde das Gerüst um die Säule abgebaut. Die Restaurierung kostete das Land Baden-Württemberg etwa 400.000 €.

## Literarische Spuren
Die Schriftstellerin Isolde Kurz, die in Stuttgart ihre frühe Kindheit verbrachte, erinnert sich in ihrem Buch „Aus meinem Jugendland“ an „eine Stunde unvergeßlichen Jammers“. Das Kindermädchen hatte die kleine Isolde mit dem Wägelchen zur „sogenannten Ehrensäule“ am Schlossplatz geführt. In einer der Steinfiguren auf dem hohen Unterbau glaubte Isolde ihre Mutter zu erkennen und „schrie sie erschrocken an, herabzukommen“. Als diese sich nicht regte, rief sie „immer ängstlicher und flehender“: „Mamele, komm lunter“.